# Savoca
Savoca ist eine italienische Gemeinde in der Metropolitanstadt Messina in der autonomen Region Sizilien mit 1727 Einwohnern (Stand 31. Dezember 2023). Sie ist Mitglied der Vereinigung I borghi più belli d’Italia (Die schönsten Orte Italiens).

## Lage und Daten
Savoca liegt 39 km südwestlich von Messina. Die Einwohner arbeiten hauptsächlich in der Landwirtschaft und bauen Zitrusfrüchte, Oliven und Obst an. Die Nachbargemeinden sind Casalvecchio Siculo, Forza d’Agrò, Furci Siculo, Sant’Alessio Siculo und Santa Teresa di Riva.

## Geschichte
1132 gründete Roger II. hier eine normannische Siedlung. Das Dorf Savoca ist seit 1415 bekannt. Der Name des Ortes stammt von Sambucus, dem Holunder ab.

## Sehenswürdigkeiten
- Kirche Maria in Cielo Assunta, eine Pfarrkirche, erbaut im 12. Jahrhundert; von ihr hat man eine weite Aussicht auf die Küste und das Meer
- Kirche San Nicolò aus dem 14. Jahrhundert; sie enthält eine Statue der Santa Lucia
- Kirche San Michele aus dem 13. Jahrhundert

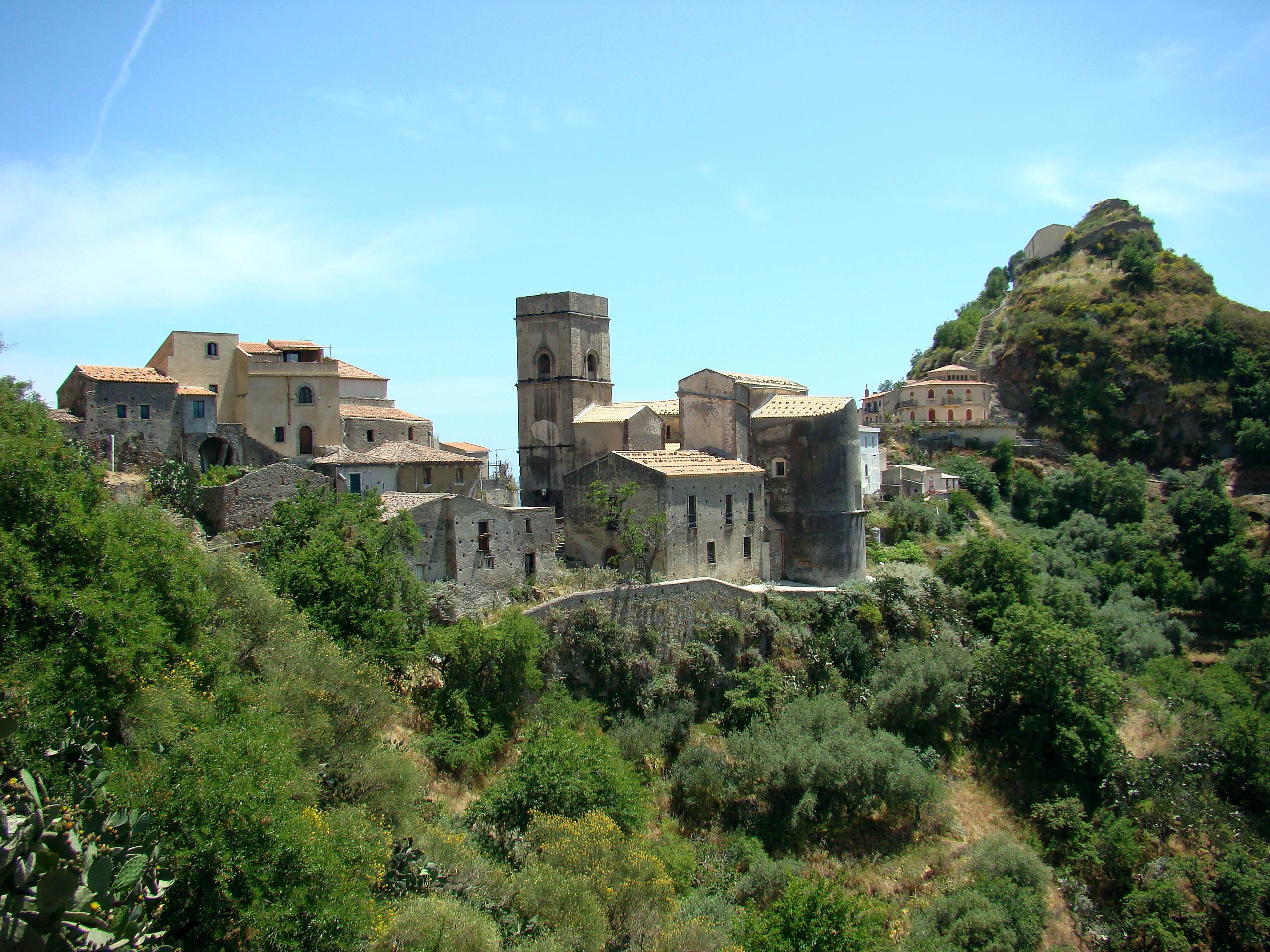
Savoca
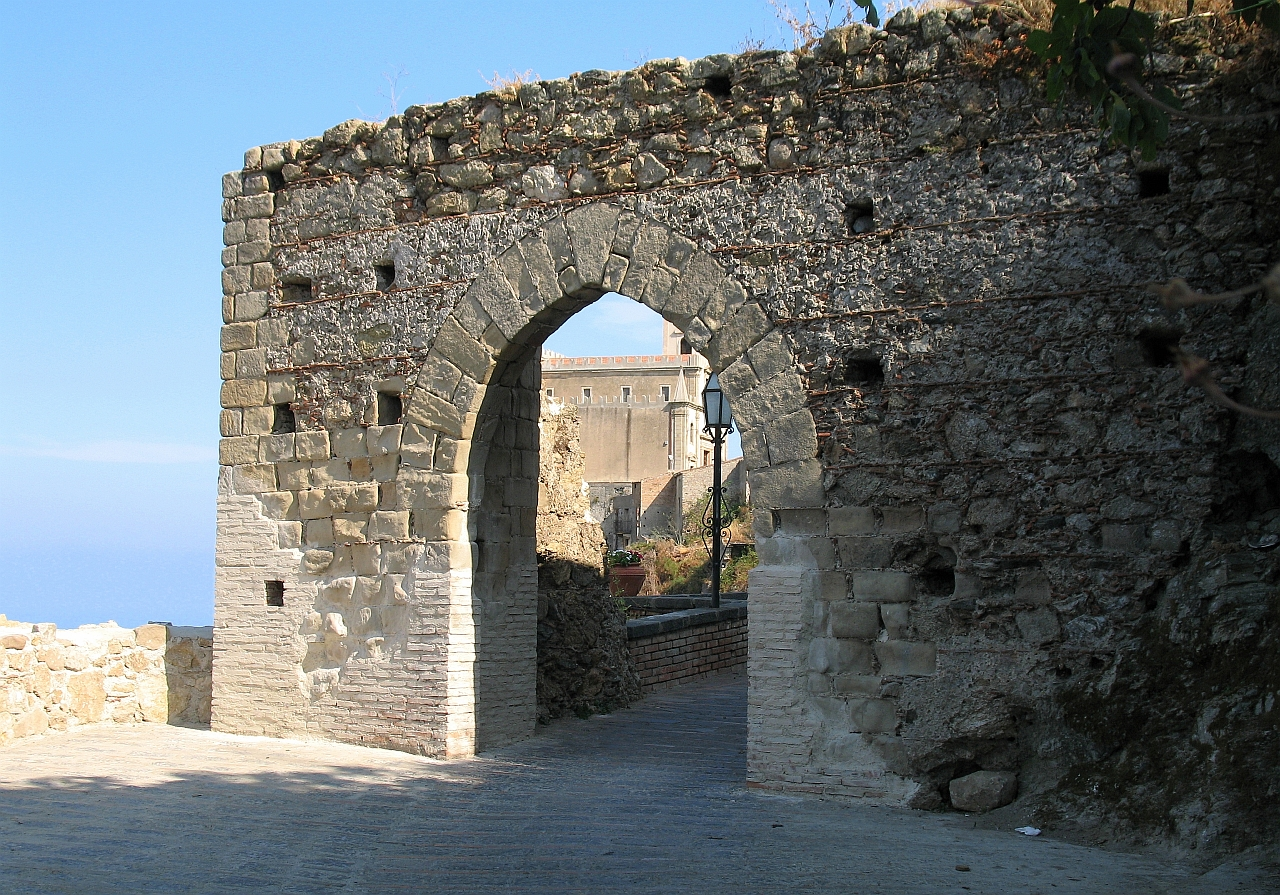
Tor in Savoca
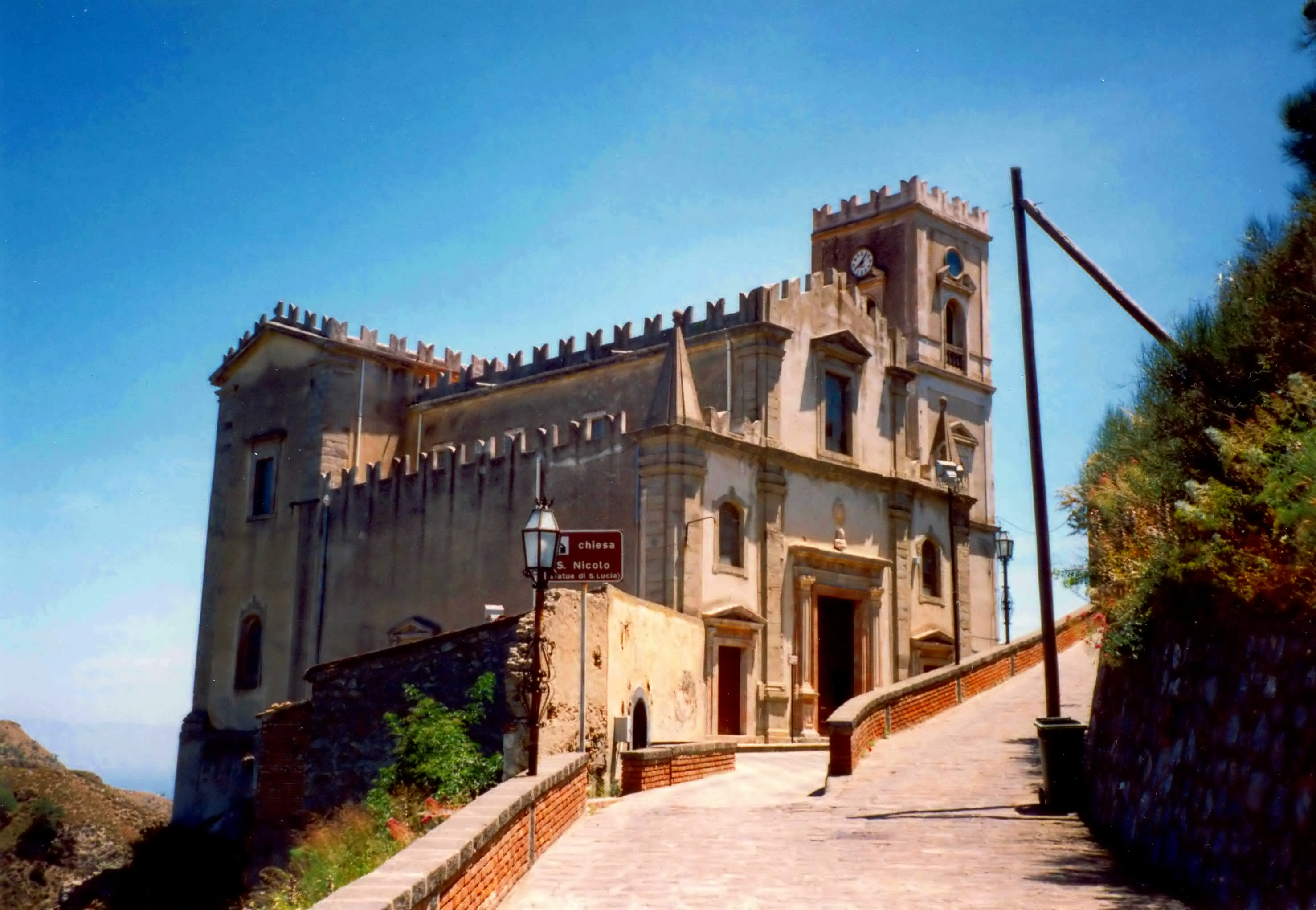
Die Kirche San Nicolò
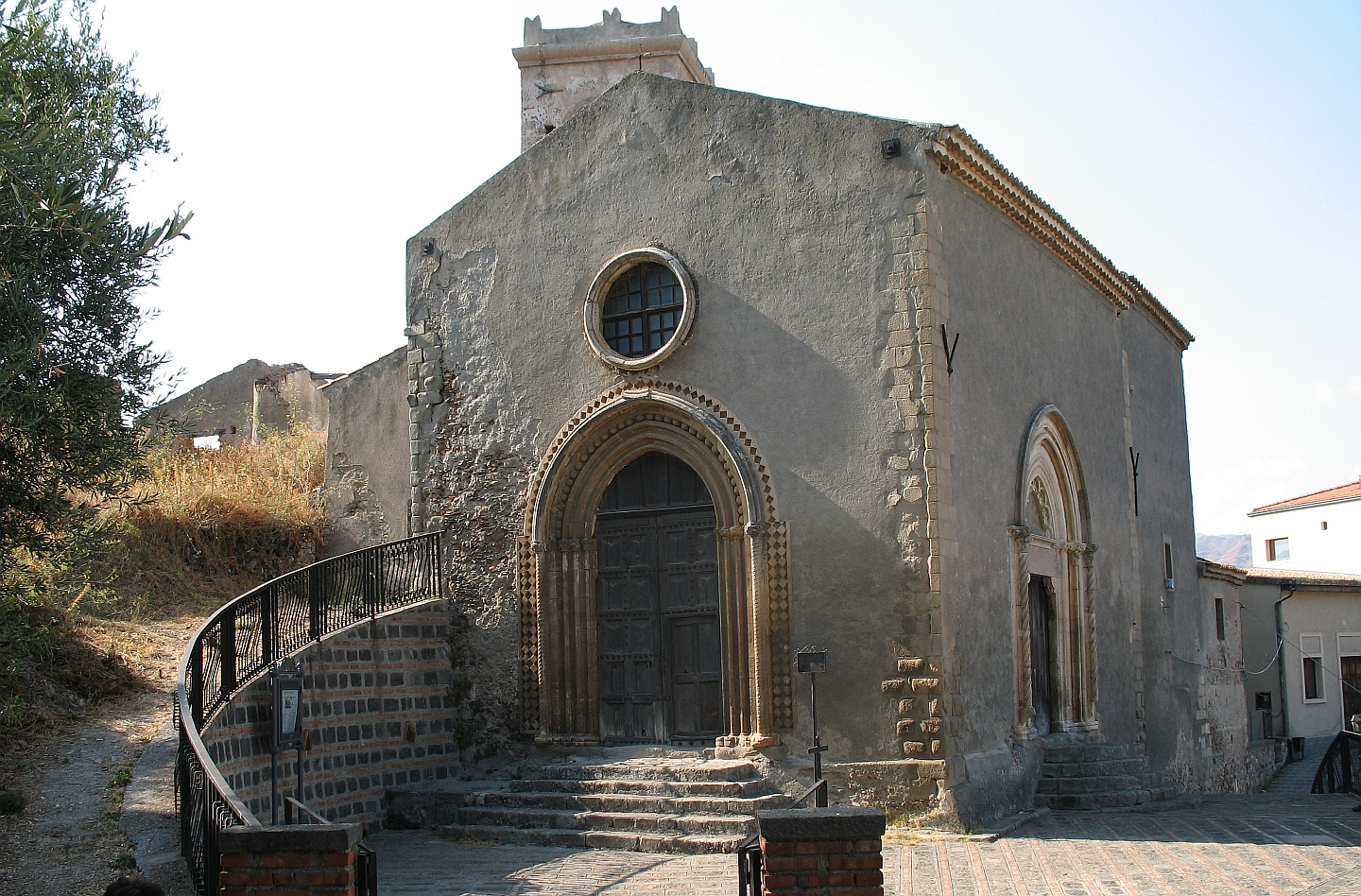
Die Kirche San Michele

## Film
Savoca war Drehort für mehrere Szenen der Filmtrilogie Der Pate unter der Regie von Francis Ford Coppola; so beispielsweise die Kirche San Nicolò und die Bar Vitelli.

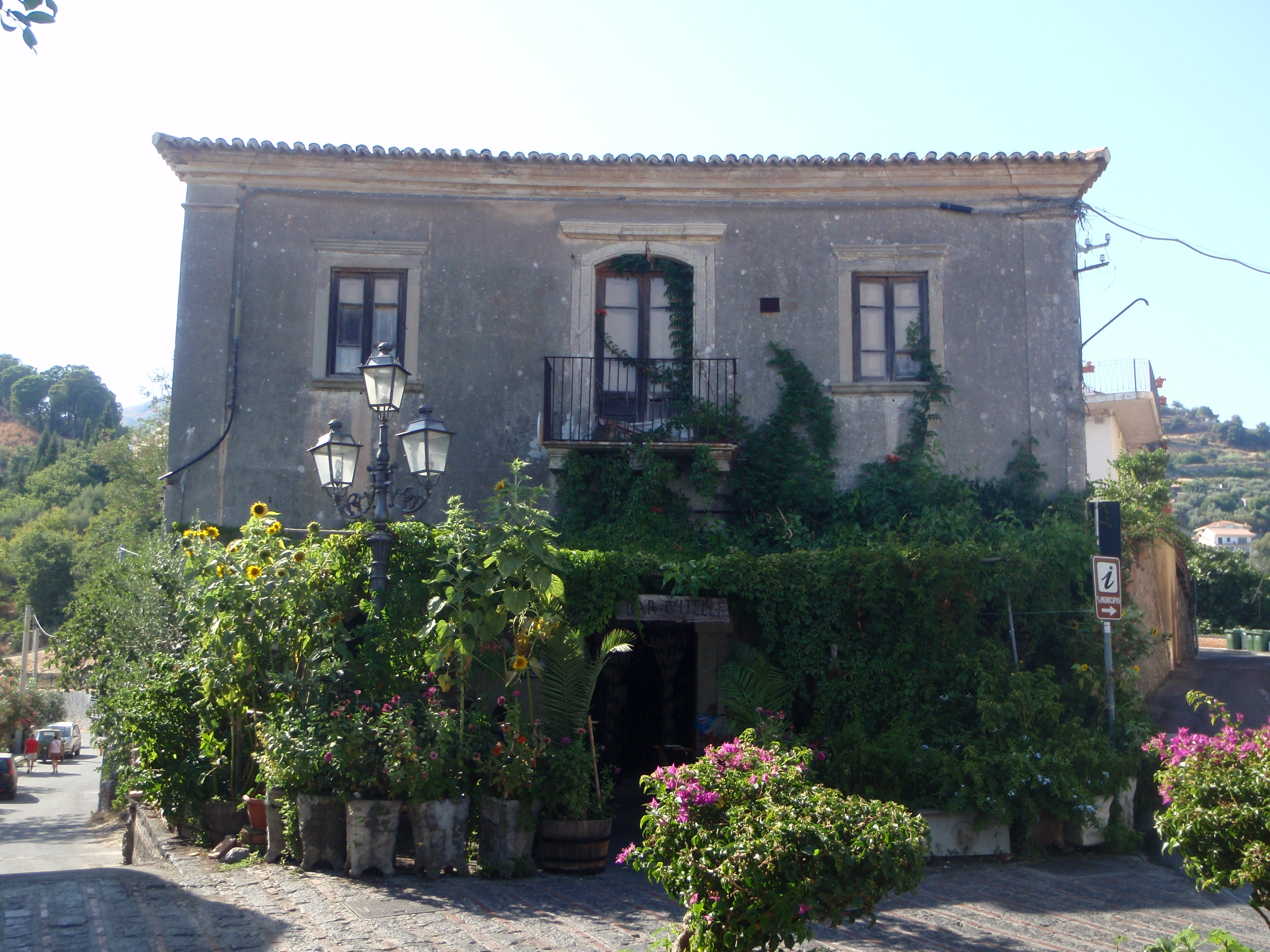
Bar Vitelli